# Nefokoko
Nefokoko is een bestuurslaag in het regentschap Timor Tengah Selatan van de provincie Oost-Nusa Tenggara, Indonesië. Nefokoko telt 1759 inwoners (volkstelling 2010).